# 特雷斯蒂克兰国家公园
特雷斯蒂克兰国家公园（瑞典語：Tresticklan nationalpark）是位於瑞典的一個國家公園。特雷斯蒂克兰國家公園成立於1996年，面積28.97 km2（11.19 sq mi）。國家公園內的最高點是奥什山（Orshöjden）。

## 外部連結
- 特雷斯蒂克兰国家公园 （页面存档备份，存于）